# ウィーン交響楽団
ウィーン交響楽団（ドイツ語: Wiener Symphoniker['vi:nɐ zʏm'fo:nikɐ] ヴィーナ・ズュムフォーニカ、英語: Vienna Symphony Orchestra : VSO）は、オーストリア・ウィーンに本拠を置くオーケストラである。

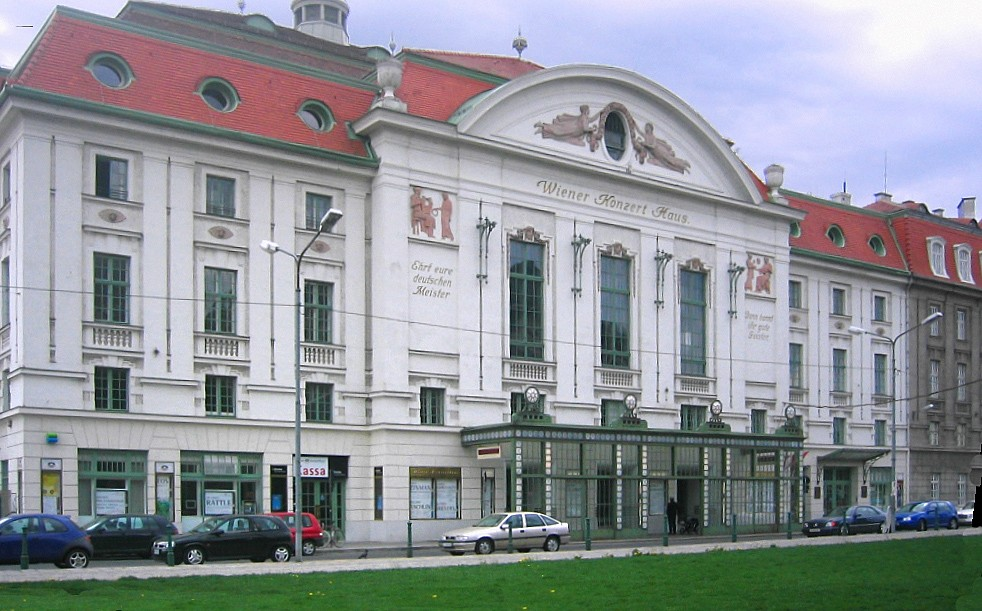
本拠地のウィーン・コンツェルトハウス

## 概要
1900年、フェルディナント・レーヴェによりウィーン演奏協会管弦楽団（Wiener Concertverein Orchester）として設立された。
1903年2月11日、ムジークフェラインザールにおいて、レーヴェ指揮によりブルックナーの交響曲第9番の初演を行った。1913年、本拠地をウィーン・コンツェルトハウスとし、1919年、ウィーン・トーンキュンストラー管弦楽団と合併、1933年現在の名称となった。
創立時から発展期にかけて、マーラー、R.シュトラウス、E.クライバー、ワルター、クナッパーツブッシュなど多くの指揮者が客演している。
1920年代、ラジオ放送開始によりコンサートの聴衆数を減らしたが、1938年のオーストリア併合においても存続し、ナチス政権の「文化管弦楽団」政策（Kulturorchester (独語版)）に組み入れられ、1944年9月1日にオーケストラが消滅するまで、ナチス政権の宣伝目的のため、軍需工場の中での演奏という任務に従事させられた。
1945年9月16日、第二次世界大戦後最初の演奏会が開かれ、マーラーの交響曲第3番が演奏された。 そして、ヨーゼフ・クリップスの指導により、10年間の空白を埋め、現代のレパートリーを回復させ、1946年初めてブレゲンツ音楽祭に参加した。
1948年から、当時の首席指揮者ではなかったがヘルベルト・フォン・カラヤン指揮による「カラヤン・チクルス」が始まり、ヨーロッパや北アメリカのツアーを行った。 カラヤンは1960年代初頭にかけて合計150回以上の演奏会を指揮し、同団の戦後の飛躍をもたらした。ただし、カラヤンとはベルリン・フィル、ウィーン・フィル、フィルハーモニア管と比べて極めて少ない録音しか残されなかった。それでも、ソヴィエトからセンセーショナルに西側に登場したばかりのスヴャトスラフ・リヒテルとカラヤンの世紀の共演として話題を呼んだドイツグラモフォンのレコーディング（チャイコフスキーのピアノ協奏曲第1番）は、名盤としてロングセラーを続けている。
1959年、バチカンで教皇ヨハネ23世の前で、ヴォルフガング・サヴァリッシュ指揮による演奏会を行った。
サヴァリッシュの下では、1962年のアン・デア・ウィーン劇場の復興演奏会、1964年のアメリカ・ツアー、1967年のアメリカ・日本ツアーが行われた。
サヴァリッシュの後、クリップス、カルロ・マリア・ジュリーニが首席指揮者となった。1980年代、ジョルジュ・プレートルが首席指揮者となり、フランス音楽のレパートリーとともに、コンサートの数も増やした。
1991年からラファエル・フリューベック・デ・ブルゴスが首席指揮者となり、スペイン音楽も多くレパートリーに取り入れた。1997年ウラジーミル・フェドセーエフ、2005年からファビオ・ルイージ、2014年からフィリップ・ジョルダン、2020年からアンドレス・オロスコ＝エストラーダ、2024年からペトル・ポペルカが首席指揮者を務める。
クリップスまではドイツ系の音楽監督が続いたが、その後はイタリア人、フランス人、ドイツ系スペイン人、ロシア人と、非常に国際的な人選でレパートリーの幅も広がっている。

## 主な歴代首席指揮者等
- フェルディナント・レーヴェ（1900年 - 1925年、首席指揮者）[5]
- ヴィルヘルム・フルトヴェングラー[5]（1927年–1930年、ウィーン演奏協会音楽監督）
- オズヴァルト・カバスタ（1931年 - 1944年、首席指揮者）[5]
- ハンス・スワロフスキー（1946年 - 1948年、首席指揮者）[5]
- ヘルベルト・フォン・カラヤン[5]（1948年 - 1960年、ウィーン演奏協会音楽監督）
- ヴォルフガング・サヴァリッシュ（1960年 - 1969年、首席指揮者）[5]
- ヨーゼフ・クリップス（1969年 - 1973年、芸術顧問）[5]
- カルロ・マリア・ジュリーニ（1973年 - 1976年、首席指揮者）[5]
- エーリヒ・ラインスドルフ（1976年 - 1978年、首席指揮者）[3]
- ゲンナジー・ロジェストヴェンスキー（1978年 - 1982年、首席指揮者）[3]
- クリストフ・エッシェンバッハ（1982年 - 1986年、首席指揮者）[3]
- ジョルジュ・プレートル（1986年 - 1991年、第一客演指揮者[4]）
- ラファエル・フリューベック・デ・ブルゴス（1991年 - 1996年、首席指揮者）[5]
- ウラジーミル・フェドセーエフ（1997年 - 2005年、首席指揮者）[5]
- ファビオ・ルイージ（2005年 - 2013年、首席指揮者）[5]
- フィリップ・ジョルダン（2014年 - 2020年 、首席指揮者）[5]
- アンドレス・オロスコ＝エストラーダ（2020年-2022年、首席指揮者）[6]
- ペトル・ポペルカ（英語版）（2024年- 、首席指揮者）[6]